# Sphecodes candidus
Sphecodes candidus är en biart som beskrevs av Meyer 1925. Sphecodes candidus ingår i släktet blodbin, och familjen vägbin. Inga underarter finns listade i Catalogue of Life.